# Hortense Allart
Hortense Allart de Méritens, también conocida bajo el seudónimo de Prudence de Saman L'Esbatx (Milán, 7 de septiembre de 1801 - Montlhéry, 28 de febrero de 1879) fue una escritora, ensayista y feminista francesa.

## Biografía
Huérfana a temprana edad, Hortense Allart fue prima de Delphine Gay por parte de su madre, Marie-Françoise Gay. Tras su orfandad temprana, pasó a ser protegida de Abbé Grégoire. Asistió a varios escritores como Ducis o Marie-Joseph Chénier y fue traductora, bajo el seudónimo de Mary Gay, de varios libros de la entonces en boga Ann Radcliffe.
Tras ser institutriz de la hija del General Henri Gatien Bertrand, incursionó en la literatura con Lettres, trabajo donde aborda las obras de Germaine de Staël.
Bajo el nombre de Hortense Allart de Thérase publicó Gertrude en 1828, además de varios libros donde aborda la historia y la política. En 1832, comenzó una relación de larga duración con George Sand; sería ella quien escribió el prefacio de su libro Les enchantements de Mme Prudence de Samman l'Esbaix, texto autobiográfico que escandalizó a la sociedad de la época dado que se refirió, en particular, a su relación con François-René de Chateaubriand.
Allart defendió el amor libre y abogó en reiteradas ocasiones por los derechos de la mujer. Participó en la Gazette des femmes, mientras que escribió también sobre filosofía al publicar Novum organum ou sainteté philosophique (1857) donde defendió la idea de la inevitabilidad de la prueba de la existencia de un Ser Supremo con cada nuevo descubrimiento científico. Tuvo varias aventuras con hombres famosos de su época, entre ellos el conde de Sampayo con el que tuvo un hijo (Marcus), François-René de Chateaubriand, Bulwer-Lytton, Camillo Cavour, Jacopo Mazzei, padre de su segundo hijo (Henry), Sainte-Beuve y Pietro Capei.
En 1843, se casó con Napoléon Louis Frédéric Corneille de Méritens de Malvézie, un arquitecto al que dejó el año siguiente.
Murió en 1879 y está enterrado en el cementerio de Bourg-la-Reine con sus dos hijos.

## Obras
- Essai sur la religion intérieure, París, 1824
- Lettres sur les ouvrages de Madame de Staël, París,  Bossange, 1824
- Gertrude, París,  Dupont, 1828.
- Sextus, ou le Romain des Maremmes; suivi d'Essais détachés sur l'Italie, Heideloff et Campe, 1832.
- L'indienne, C. Vimont, 1833.
- Settimia, Bruxelles, A. Wahlen, 1836
- La femme et la démocratie de nos temps, París,  Delaunay et Pinard, 1836.
- Histoire de la république de Florence, París, Delloye, 1843
- Études diverses, Vol. 1, 2 y volume 3, Renault, 1850-1851.
- Novum organum ou sainteté philosophique, París, Garnier frères, 1857
- Essai sur l’histoire politique depuis l’invasion des barbares jusqu’en 1848, 1857
- Clémence, impr. de E. Dépée (Sceaux),  1865.
- Les enchantements de Prudence, Avec George Sand, París, Michel Lévy frères, 1873.
- Les nouveaux enchantements, París,  C. Lévy, 1873.
- Derniers enchantements, París,  M. Lévy, 1874
- Lettres inédites à Sainte-Beuve (1841-1848) avec une introduction des notes, Éd. Léon Séché, París, Société du Mercure de France, 1908.
- Lettere inedite a Gino Capponi, Génova, Tolozzi, 1961
- Mémoires de H.L.B. Henry Lytton Bulwer, Houston : University of Houston, 1960-1969
- Nouvelles lettres à Sainte-Beuve, 1832-1864; les lettres de la collection Lovenjoul, Genève, Librairie Droz, 1965